# Шарманова, Валентина Валерьевна
Валентина Валерьевна Шарманова (7 июня 1985 года) — российская самбистка и дзюдоистка, призёр чемпионата России по самбо, мастер спорта России.

## Спортивные достижения
- Всероссийский турнир памяти Сандгартена по самбо 2005 года — [1];
- Первенство России по дзюдо среди молодёжи 2005 года, Пермь — ;
- Первенство России по дзюдо среди молодёжи 2006 года, Тверь — ;
- Суперкубок мира по самбо 2011 года — [2];
- Гран-при Парижа по самбо 2012 года — [3];
- Чемпионат России по самбо среди женщин 2012 года — [4];